# Gorg (revista)
Gorg fou una revista mensual literària en català publicada a València entre juny de 1969 i abril de 1972. Nasqué com a «butlletí bibliogràfic» d'una iniciativa de Joan Josep Senent i Anaya per tal d'aprofitar l'aperturisme franquista i publicà un total de 29 números. Inicialment era bimestral, però des de 1970 fou mensual. Va dur a terme moltes iniciatives de caràcter valencianista per tal de promoure una consciència valenciana i moderna basada en la cultura, inspirats en Nosaltres els valencians de Joan Fuster i Ortells. Alguns dels editorials els signaren Alfons Cucó, Joan Fuster o Rafael Ninyoles.
En els seus Quaderns col·laboraren Enric Valor, Ricard Blasco i Laguna, Gonçal Castelló, Amadeu Fabregat, Manuel Sanchis Guarner, Josep Melià i Pericàs, Rodolf Sirera Màrius García Bonafé, Valerià Miralles i Ortolà, Josep Vicent Marquès i Vicent Ventura, entre d'altres. L'Equip Crònica va dissenyar algunes de les portades. Intentà fer de plataforma cultural del País Valencià i fou un dels promotors del Primer Congrés d'Història del País Valencià de 1971, raó per la qual fou acusada de «catalanista» per la premsa conservadora local.
Segons Vicent Salvador, «el debat sobre l'anomenat realisme social estava a l'ordre del dia, en un període frontissa que plantejava, en aquelles coordenades historicogeogràfiques, un greu dilema: les contradiccions entre el canvi de tendència estètica i la necessitat peremptòria d'un compromís cívic i antifeixista enfront de les darreres i furioses embranzides de la repressió franquista. El cas de Gorg és, sens dubte, un observatori privilegiat per analitzar aquesta dialèctica.»
Quan el 1972 J. J. Senent va demanar a les autoritats franquistes l'ampliació a publicació general, la delegació del ministeri va iniciar un procés administratiu i judicial que culminà amb el tancament de la revista l'abril d'aquell mateix any.
Va tindre més de quatre mil subscriptors i tirava més de sis mil exemplars que es distribuïen per tot el territori dels Països catalans. A més a més, al seu temps era l'única revista de tot el País valencià publicada en llengua catalana.